# Capperia bonneaui
Capperia bonneaui is een vlinder uit de familie vedermotten (Pterophoridae). De wetenschappelijke naam is voor het eerst geldig gepubliceerd in 1987 door Bigot.
De soort komt voor in Europa.